# Нурпеисова, Раушан Тусупбековна
Раушан Тусупбековна Нурпеисова (каз. Раушан Түсіпбекқызы Нұрпейісова; 1 января 1929, Целиноградский район, Акмолинская область, КазССР, СССР) — советская и казахская кобызистка, кюйши, музыкальный педагог. Заслуженный работник культуры Казахской ССР (1971).

## Биография
Родилась 1 января 1929 года в селе Тайтобе Целиноградского района Акмолинской области.
В 1952 году окончила Алма-Атинскую государственную консерваторию по классу кобыза под руководством кандидата искусствоведения, профессора Иосифа Лесмана (класс скрипка) затем народного артиста Казахской ССР, профессора Фатимы Балгаевой (класс кобыз).
Трудовую деятельность начала в 1949 году исполнителем оркестра Радиокомитета.
С 1952 по 1956 год — руководитель второго кобызского концертмейстера, сольный исполнитель Казахского государственного академического оркестра народных инструментов имени Курмангазы.
С 1956 по 1972 год — преподаватель класса кобыз в Гурьевской областной музыкальной школе, солистка оркестра имени Дины Нурпеисовой.
С 1972 по 1988 год — преподаватель, доцент и основатель класса кобыз Казахской национальной консерватории им. Курмангазы и основатель и преподаватель по классу кобыз Республиканской специализированной музыкальной школы для одарённых детей имени Ахмета Жубанова.
Среди её учеников — известные казахские музыканты заслуженные артисты Казахстана Г. Изтолеуова, Р. Койшиева и др.
С 1993 года — персональный пенсионер Республики Казахстан.

## Семья
- Муж: Сеилхан Хусаинов (1928—2006), советский и казахский дирижёр, композитор, домбрист, кюйши, музыкальный педагог. Заслуженный работник культуры Казахской ССР.
- Сын: Едиль Хусаинов (род. 1955), казахский композитор, мультиинструменталист. Заслуженный деятель культуры Республики Казахстан, кавалер ордена «Курмет».
- Дочь: Роза (1957—2003) и младший сын Ертыс (1962—2016).

## Награды и звания
- 1959 (3 февраля) — Награждена Почётной грамотой Верховного Совета Казахской ССР
- 1970 (2 апреля) — Медаль «В ознаменование 100-летия со дня рождения Владимира Ильича Ленина»
- 1971 (16 ноября) — присвоено почётное звание «Заслуженный работник культуры Казахской ССР»
- 1986 (26 сентября) — Медаль «Ветеран труда»
- 2010 (19 марта) — Медаль «65 лет Победы в Великой Отечественной войне 1941—1945 гг.» (Казахстан)
- Нагрудный знак «Отличник народного просвещения Казахской ССР» и др.